# Gheorghe Alexianu
Gheorghe (George) Alexianu (n. Gheorghe Alecsan, n. 1 ianuarie 1897, Străoane, județul Putna;d. 1 iunie 1946, Jilava) a fost doctor în drept, profesor de liceu, conferențiar universitar și guvernator al Transnistriei în perioada 19 august 1941–1944. În 1946, Gheorghe Alexianu a fost inculpat și condamnat pentru crime de război, crime împotriva păcii și crime împotriva umanității; a fost condamnat la moarte de Tribunalul Poporului din București (condamnare reconfirmată la recursurile din 2006 și 2008) și a fost executat la 1 iunie 1946 prin împușcare.

## Date biografice

### Cariera universitară și politică până în 1940
Gheorghe a fost fiul mai mare al unui cioban aromân din zona Munților Pindului, Ovanez Alexean, refugiat în Țara Românească pentru a scăpa de islamizarea forțată întreprinsă de turci în a doua jumătate al secolului al XIX-lea. Ovanez a ajuns cu turmele de oi în Moldova în zona Panciu, unde și-a întemeiat o gospodărie. Gheorghe Alexianu a făcut liceul la Focșani, iar în 1915 și-a început studiile de drept la Universitatea București. După intrarea României în război, în decembrie 1916, s-a înrolat voluntar în armata română. În 1918 a fost demobilizat și a reluat cursurile la Universitatea București. După absolvire a fost timp de un an profesor de filozofie și istorie la un liceu din Râmnicu Vâlcea, apoi a urmat cursuri de doctorat la Universitatea București și a obținut titlul de doctor în științe juridice (1925). Începând din 1927 a ocupat un post de conferențiar de drept public la Universitatea din Cernăuți, până în 1938.
Cariera administrativă și-a început-o cu numirea sa ca rezident regal al Ținutului Suceava (cu sediul la Cernăuți) la 29 august 1938, în prezența unei delegații guvernamentale formată din trei miniștri: Armand Călinescu, ministru de interne și interimar al educației naționale, Mihail Ghelmegeanu, ministrul lucrărilor publice și comunicațiilor, și general dr. Nicolae Marinescu, ministrul muncii, sănătății și ocrotirii sociale. Prezența înaltei delegații era menită să releve importanța pe care guvernul României o acorda Bucovinei .
În calitate de rezident regal, a numit 12 licențiați ai Universității din Cernăuți în posturile vacante din ținut, 19 licențiați în Drept ca notari comunali și 20 licențiați în administrațiile financiare. A început unificarea Codului civil român (din 1864), a Codului de procedură civilă (1900) și a Codului comercial (1900) pe tot cuprinsul Bucovinei. Cu începere din 15 octombrie 1938, toate legile austriece care continuau să se aplice în cele cinci județe ale Bucovinei au fost abrogate, urmând să rămână în vigoare numai legile din Vechiul Regat.
La 1 decembrie 1938, a intrat în vigoare decretului-lege nr. 169/1938 pentru „revizuirea cetățeniei”, emis de guvernul Octavian Goga, cu scopul anulării cetățeniei unui mare număr de cetățeni evrei. Alexianu a aplicat acest decret-lege abuziv, cu adaosuri personale, nestipulate de prevederile acestei legi antisemite. Printre altele a ordonat cetățenilor de etnie evreiască, privați de cetățenia română, să se înregistreze și totodată le-a „sugerat” că s-ar cuveni ca aceștia să-și vândă proprietățile și afacerile în decurs de 14 zile. La 31 ianuarie 1939, el a fost destituit din funcția de rezident regal al Ținutului Suceava – din cauza incapacității de a rezolva problemele sociale și politice ale Bucovinei și a conflictului cu studențimea cernăuțeană și înlocuit de Gheorghe Flondor. Alexianu a fost apoi numit în funcția de rezident regal al Ținutului Bucegi (cu reședința la București). A deținut această poziție până în octombrie 1940[A], când a fost scos din funcția de rezident regal și suspendat din învățământ (conferențiar la Universitatea din București), când veniseră legionarii la putere. Ca să nu fie torturat de legionari, ar fi încercat să se sinucidă, însă glonțul a ratat inima (Nicolae Ciachir, op. cit. p. 124).

### Guvernator al Transnistriei
La 19 august 1941, Alexianu a fost numit de Ion Antonescu în funcția de guvernator al Transnistriei. În această calitate, Alexianu era membru ex officio al Consiliului de Miniștri.
A participat la ședința guvernului Ion Antonescu din 19 iunie 1941, când s-a hotărât declararea războiului împotriva Uniunii Sovietice.
Ca urmare a detonării, în seara zilei de 22 octombrie 1941, a unei bombe plasate de partizani sovietici în comandamentul garnizoanei din Odesa al Armatei Române, Alexianu, ca reprezentant al guvernului, a ordonat și supravegheat represaliile și masacrul din noiembrie 1941:
„Dl. mareșal Antonescu, conducătorul statului: (…) Rolul diviziei a X-a la Odesa este acela pe care l-am pus: este un organ la dispoziția administrației. Cu Evreii dela Odesa ceea ce s’a întâmplat s’a întâmplat; de acum înainte să se pună regula. Represiunea a fost destul de severă?
Dl. prof. Gh. Alexianu, guvernatorul Transnistriei: A fost, domnule mareșal.
Dl. mareșal Ion Antonescu, conducătorul statului: Ce înțelegi prin “destul de severă”? Dv. sunteți cam miloși cu alții, nu cu neamul românesc.
Dl. prof. Gh. Alexianu, guvernatorul Transnistriei: A fost foarte severă, domnule mareșal.
Dl. mareșal Ion Antonescu, conducătorul statului: Am spus să se împuște câte 200 de Evrei pentru fiecare mort (respectiv 17 ofițeri, 35 de soldați, 9 subofițeri și funcționari civili români uciși în urma unei explozii produse în clădirea Comandamentului Armatei Române din Odesa) și 100 de Evrei pentru fiecare rănit. S’a făcut așa?
Dl. prof. Gh. Alexianu, guvernatorul Transnistriei: Au fost împușcați și spânzurați pe străzile Odesei.”—Stenograma ședinței Consiliului de Miniștri din 13 noiembrie 1941

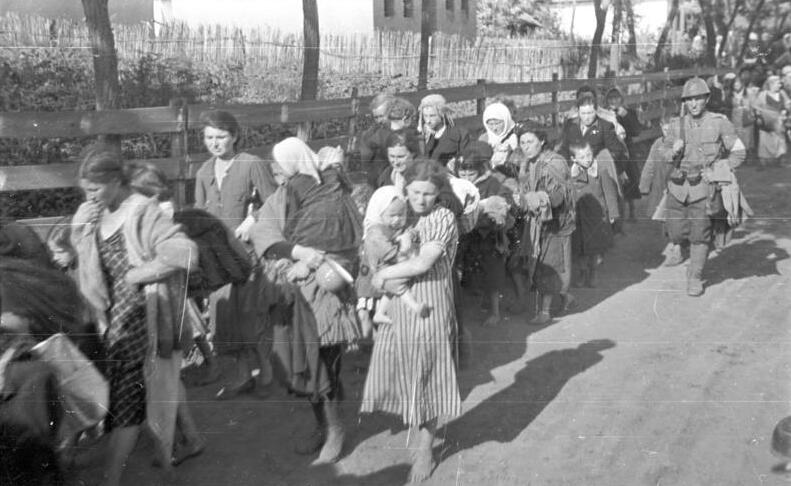
Evrei deportați sub supravegherea unui soldat român

În calitate de guvernator al Transnistriei, Alexianu a organizat ghetouri și lagăre de internare a evreilor și a 25.000 de rromi pe teritoriul dintre Nistru și Bug (Vapniarka, Berezovca etc.); a ordonat marșuri interminabile în care evreii și rromii - inclusiv femei, bătrâni și copii - erau târâți prin imensele stepe înghețate lăsând în urmă șiruri de cadavre; a dispus prestarea de „munci obligatorii”. Prin Ordonanța nr. 35 din 2 ianuarie 1942 Alexianu a dispus deportarea tuturor evreilor din Odesa în regiunea Berezovca, unde aceștia au fost masacrați.
Conform istoricului Raul Hilberg, executarea ordinelor lui Antonescu a provocat intervenții germane: „Au fost situații în care germanii au intervenit pentru a restrânge și încetini avântul măsurilor românești. În acele timpuri, românii se mișcau prea rapid pentru birocrația germană”.

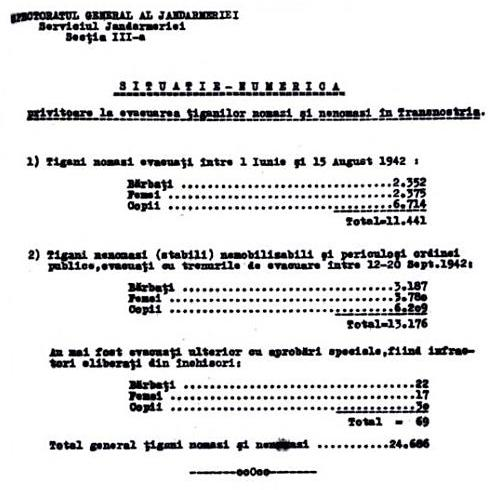
Raportul Inspectoratului Jandarmeriei - Evacuarea ţiganilor în Transnistria

Au fost uciși cam jumătate din cei circa 25 000 de rromi deportați în Transnistria.
Alexianu a împărțit administrativ Transnistria ocupată în județe, a cerut trimiterea unei Misiuni Ortodoxe Române în acest teritoriu, unde, în timpul regimului sovietic, bisericile fuseseră transformate în depozite de grâne sau staule de vite, a reînființat școlile românești pentru minoritarii români care, în perioada 1918-1941, fuseseră lipsiți de învățământ în limba maternă. La 7 decembrie 1941, din inițiativa lui Alexianu, s-a reorganizat și redeschis o universitate la Odesa în locul vechii universități ce fusese evacuată în est în timpul războiului de către autoritățile sovietice.
Deși în Transnistria populația majoritară era ucraineană, în timpul administrației lui Alexianu, a fost acordată prioritate școlilor românești. Au funcționat atunci 57 licee (26 românești, 13 ucrainene, 18 rusești), dintre care 34 licee practice (5 românești, 13 ucrainene, 16 rusești) și 23 de licee teoretico-practice (21 românești și două rusești).
La 26 ianuarie 1944, Gheorghe Alexianu a fost înlocuit în funcția de guvernator al Transnistriei de generalul Gheorghe Potopeanu.
La 5 februarie 1944 noua Universitate din Odesa i-a decernat lui Alexianu titlul de doctor honoris causa, „ca o recunoaștere a sprijinului acordat învățământului superior din Odesa în decursul administrației sale.” Universitatea din Odesa și-a asumat cu acest prilej și funcții municipale și i-a acordat lui Alexianu și un titlu municipal: „Universitatea din Odesa, noi, Consiliul Profesoral, în unanimitate, vă declarăm Cetățean de Onoare al Odesei”.

### Procesul din 1946
Alexianu a fost arestat în august 1944 și expediat la Moscova, în lotul din care făceau parte Ion Antonescu și Mihai Antonescu. Predat autorităților române în aprilie 1946, a fost judecat, condamnat la moarte pentru crime de război și executat la Jilava, la 1 iunie 1946
Capetele de acuzare formulate la proces împotriva lui Alexianu și condamnările pronunțate pentru fiecare dintre acestea au fost următoarele:
- a militat pentru desăvârșirea intrării trupelor germane pe teritoriul țării, prin participarea sa la Consiliul de Miniștri, începând cu 7 iulie 1941 până la 26 ianuarie 1944 – detențiune grea pe viață și 10 ani degradare civică;
- participarea la declararea războiului împotriva URSS și sprijinirea continuării războiului împotriva URSS și Națiunilor Unite – pedeapsa cu moartea și 10 ani de degradare civică;
- ordonarea represaliilor împotriva populației civile de la Odesa din toamna anului 1941 – pedeapsa cu moartea și 10 ani degradare civică;
- organizarea de munci excesive, deplasări și transporturi de persoane în scopul exterminării acestora – pedeapsa cu moartea și 10 ani interdicție corecțională;
- însușirea de bunuri private din Transnistria – muncă silnică pe viață și 10 ani degradare civică;
- realizarea de avere în mod ilicit – muncă silnică pe viață și 10 ani degradare civică;
- organizarea de ghetouri, lagăre de internare și deportări din motive de persecuție politică și rasială – detențiune grea pe viață și 10 ani degradare civică;
- ordonarea de măsuri nedrepte de concepție fascistă și rasială – detenție grea pe viață și 10 ani degradare civică;
- aservirea vieții economice a țării Germaniei hitleriste pentru sprijinirea războiului împotriva URSS – detenție grea pe viață și 10 ani degradare civică;
- nerespectarea regulilor internaționale cu privire la ducerea războiului – achitat;
- supunerea la un tratament inuman a prizonierilor de război – achitat;
- crima prevăzută de art. 2 lit. e din Legea 312/945 – achitat.

La 5 decembrie 2006, în baza cererii de revizuire înaintată de fiul său, Curtea de Apel București l-a achitat parțial pe Alexianu, la 5 decembrie 2006, de culpa privind participarea României la războiul împotriva Uniunii Sovietice, menținând celelalte condamnări, inclusiv pedeapsa capitală.
În urma recursului formulat de Parchet contra acestei achitări parțiale, procesul a fost rejudecat și, la 6 mai 2008, judecătorii Înaltei Curți de Casație și Justiție au respins definitiv cererea de revizuire a sentinței din 1946.

## Publicații
Gheorghe Alexianu a scris și publicat mai multe lucrări de specialitate în drept administrativ și constituțional:
- Tratat de drept public, vol. 1-2, București,Editura Casa Școalelor, 1942), în colaborare cu Paul Negulescu;
- Studii de drept public, București, Editura Vremea,  1930;
- Curs de drept constituțional, București, Editura Casa Școalelor,  1932;
- Codul civil în vigoare în Ardeal și Bucovina, cu trimiteri la legile și regulamentele speciale, adnotat cu jurisprudența Înaltei Curți de Casație Română, București, Editura Librăriei Universale Alcalay & Co.,  1937 - coautor;
- Repertoriu general alfabetic al tuturor codurilor, legilor și decretelor-legi, convențiuni, decrete, regulamente, etc., 1 ianuarie 1860-1 ianuarie 1940 publicate în Monitorul Oficial, vol. I-II, București, Monitorul Oficial și Imprimeriile Statului, Imprimeria Centrală,  1940-1941;
- Curs de drept constituțional, București, Editura Casa Școalelor, 1930-1937;
- Răspunderea puterii publice, București, Editura Ziarului Adevărul, 1926;
- Instituția juratorilor în vechiul nostru drept, București, ed. Tipografiile Române Unite,  1924;

## Distincții
- Ordinul Meritul Cultural în gradul de Cavaler cl. I, pentru cultură (23 septembrie 1942)[12]